# Ван Ас, Наоми
Наоми Фрэнсис ван Ас (нидерл. Naomi Frances van As, родилась 26 июля 1983 года в Гелене) — нидерландская хоккеистка на траве, играющая на позиции полузащитницы и нападающей клуба «Ларен» и сборной Нидерландов. Чемпионка летних Олимпийских игр 2008 и 2012 годов, чемпионка мира 2006 и 2014 годов, трёхкратная чемпионка Европы, трёхкратная победительница Трофея чемпионов.

## Спортивная карьера
Наоми начинала свою карьеру в клубе «Клейн Звитсерланд» из Гааги. С 2010 года выступает за «Ларен». Отличается непредсказуемой скоростью и высокой техникой. В сезоне 2004/2005 признана лучшим игроком чемпионата Нидерландов, в 2006 году номинирована на премию лучшего молодого игрока по версии ФИХ.
В сборной дебютировала 20 июня 2003 года в матче против ЮАР в южнокорейском Пусане. Чемпионка мира 2006 года, трижды выигрывала чемпионат Европы. Забила первый гол в финале пекинской Олимпиады и принесла своей сборной победу. Выиграла и Олимпиаду в Лондоне, за что награждена орденом Оранских-Нассау в 2012 году. В 2014 году Наоми выиграла чемпионат мира в Гааге и стала почётным гражданином города Гаага.

## Личная жизнь
Наоми окончила школу Ваальсдорп и колледж Святого Алоизия. По образованию врач-стоматолог. С 2007 года состоит в отношениях с конькобежцем Свеном Крамером.
Вне спорта она участвовала в нидерландской версии шоу «Танцы со звёздами» с Реми Янссеном и заняла 4-е место. Ведёт программу «Zappsport» на телеканале AVROTROS.